# 斉藤結女
斉藤 結女（さいとう ゆめ、1997年8月23日 - ）は、日本の女優で、アイドルグループヤンチャン学園 音楽部の元メンバーである。
埼玉県出身。オフィスマイティー所属。

## 出演

### 映画
- 坂本君は見た目だけが真面目（2014年3月15日）
- 笑女クラブ（2014年7月） - 主演・美和子 役[2]
- なんのすべもなく（2014年12月）[3]
- ぼくらのさいご（2015年6月）[4]
- 家族ごっこ 「佐藤家の通夜」（2015年8月）
- ルージュの転校生（2015年） - 主演・転校生 役
- はめられて Rord to love（2017年） - ヒロイン・美勢香織 役
- ざわめき（2019年11月） - 妹 役[5]

### テレビドラマ
- サムライせんせい（2015年、テレビ朝日）

### 舞台
- ドリームレスキュー・言うことナース！（2016年4月20日 - 24日、新宿村LIVE） - 野々原 役
- マジカルランナーDX'17（2017年10月26日 - 29日、武蔵野芸能劇場）[6]
- 恋バナ'18〜私のスキが届くまで〜（2018年10月25日 - 29日、ラビネスト）[7]
- 遺作（2019年1月9日 - 13日、劇）
- いけない先生（2019年12月26日 - 30日、駅前劇場） - 最強ゆめ 役[8]

### WEBドラマ
- 僕らはみんな死んでいる♪（2013年12月2日 - 2014年2月14日、NOTTV）[注 1]

### ラジオドラマ
- こちら青い痛み、応答願います（2020年2月29日、NHK-FM） - ナオ 役[9]

### CM
- 全日本トラック協会（2018年10月 - ）